# بوب كوب (لاعب كرة قدم أمريكية)
بوب كوب (بالإنجليزية: Bob Cope)‏ هو لاعب كرة قدم أمريكية أمريكي، ولد في 6 نوفمبر 1936، وتوفي في 3 أغسطس 1997 في مانهاتن في الولايات المتحدة.